# 이기대 (1792년)
이기대(李箕大, 1792년 10월 4일 ~ 1858년 3월 18일)는 조선 후기의 성리학자이다. 본관은 성주이고, 자는 인찬(寅燦)이고 호는 가은(可隱), 가은당(可隱堂), 가은옹(可隱翁)이다. 사후 학행으로 사헌부지평에 추증되었다.
넷째 사위 이최선과 그 아들인 외손자 이승학은 저명한 성리학자들이었고, 외손자 이승학은 감사원장과 국무총리 서리를 지낸 이한기의 증조부였다. 독립운동가 겸 정치인 서재필과 갑신정변 때 희생된 서재창의 생가 외할아버지이다.

## 생애
증 이조참판에 추증된 이유원의 아들이다. 본부인 장흥임씨에게서 얻은 1남 5녀 중 넷째 딸은 호남의 성리학자 이최선에게 시집갔고, 다섯째 딸은 동복군수 서광언(또는 서광효)에게 출가하였는데, 서재필의 외조부가 된다. 학자였던 문학을 즐겨하고 학문을 연구하며 후학 양성에 힘을 쏟았다. 서실인 가은당에 책을 수천권을 쌓아놓고 공부하고 시내(가천)위에 정자를 세우고 가은당(可隱堂)이라 하였다. 훗날 그의 가은당 편액은 추사 김정희가 쓰고 기문은 노사 기정진이 지었다.
책을 좋아하였지만 살림이 넉넉하지 못하여 과거 시험 공부에 충실할 수는 없었다고 한다. 그러나 살림을 일으키고 난 뒤에 학업에 대한 뜻은 변하지 않아 언제나 책을 옆에 두고 보았다. 그는 일찍이 "자식에게 상자에 가득한 황금을 주는 것보다는 시렁에 가득한 책을 주는 것과 같으리. 책이 없으면 사람이 속되어 지니 하루도 책이 없어서는 안 된다"라고 말하였다. 말년에는 정사(精舍)를 지어 책을 두고 식량을 마련해 놓아 공부하려는 사람들이 와서 보게 하였다.
저서로는 《가은실기》가 있다. 저서 가은실기는 교정은 영재 이건창(李建昌)이 교정하고 발문은 예산 정재규(鄭裁奎)가 짓고 서문은 면암 최익현(崔益鉉)이 지었다. 사후 전라남도 보성군 문덕면 용암리 마을 뒷산에 안장되었다. 사후 학행으로 1868년(고종 5년) 증 통훈대부 사헌부집의에 추증되었다.

## 저서
- 《가은실기》

## 기타
할아버지 이국진의 증 이조참의 증직과 아버지 이유원의 증 이조참판 증직은 그의 동생 이기두(李箕斗)의 출세로 증직된 벼슬들이다.

## 같이 보기
- 서재필
- 서재창
- 이지용
- 이승학
- 이교문
- 이최선